# Keisos
Keisos (altgriechisch Κεῖσος Keísos) war in der griechischen Mythologie der Sohn von Temenos, dem König von Argos, und der Bruder der Hyrnetho. Er war der Vater des Medon, Maron und des Phlias. 
Als sein Vater Temenos Deiphontes, den Gatten der Hyrnetho, als obersten Heerführer bestimmte, fürchtete er, Deiphontes könnte in der Folge auch König von Argos werden, tötete seinen Vater und vertrieb Hyrnetho und ihren Gatten. Nun bestieg er den Thron. Keisos und seine Brüder versuchten, Hyrnetho und Deiphontes zu entzweien. Da dies nicht gelang, entführten sie Hyrnetho und Deiphontes verfolgte sie. Hierbei kam Hyrnetho ums Leben.
Nach Strabon soll Keisos Argos neu gegründet haben. Nach seinem Tod wurde Medon, sein Sohn, König.